# Tapiola Sinfonietta

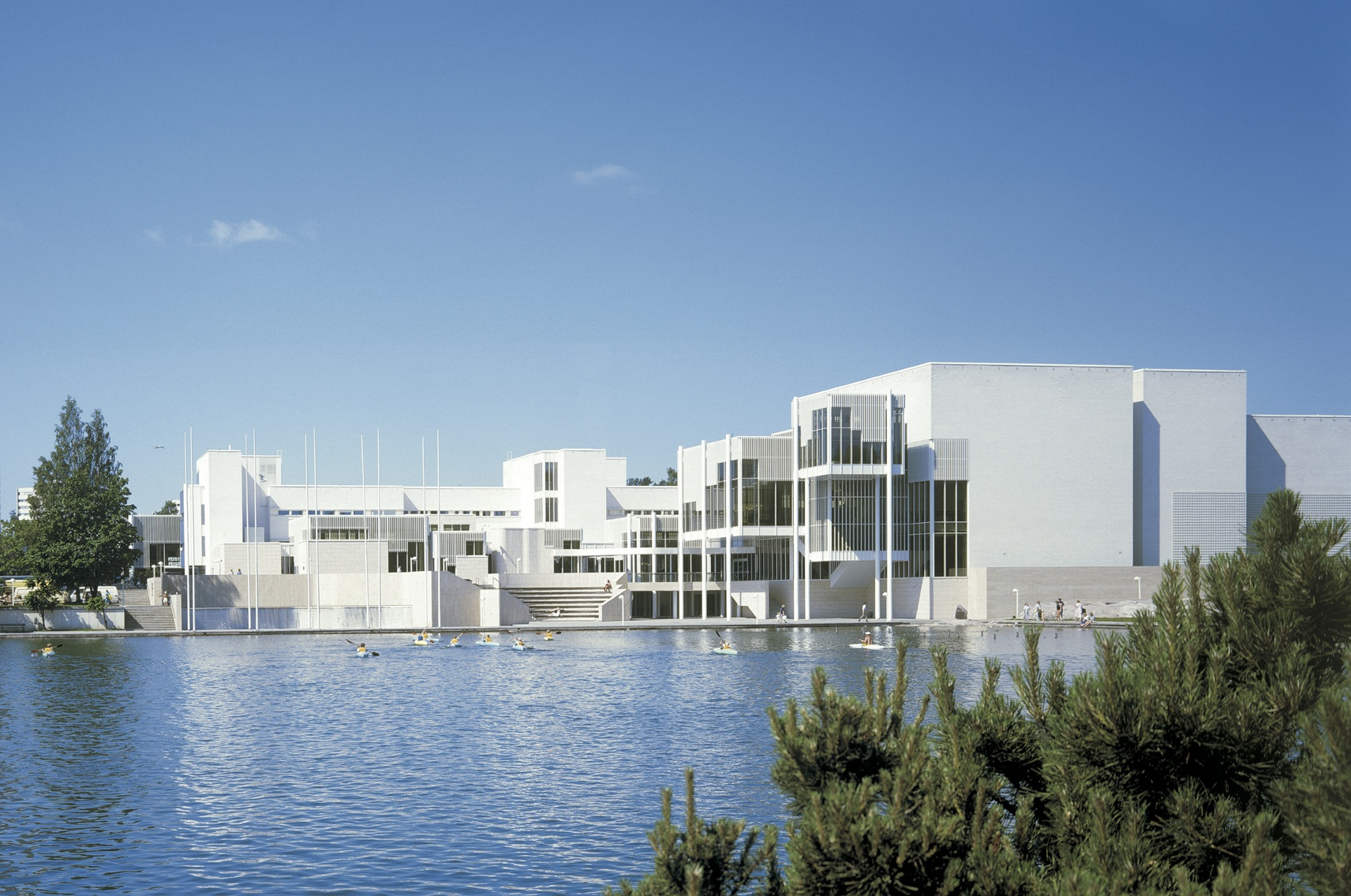
Espoo Cultureel Centrum

Het Tapiola Sinfonietta is een kamerorkest uit Espoo, een voorstad van de Finse hoofdstad Helsinki. Het orkest werd als Stedelijk Orkest van Espoo (Espoon Kaupunginorkesteri) in 1987 opgericht. In 1991 kreeg het zijn huidige naam. Het orkest telt 41 leden en heeft de bezetting van een klassiek symfonieorkest. Thuisbasis is de Tapiolazaal (776 stoelen) in het Cultureel Centrum van Espoo (Espoon Kultturikeskus).
Het orkest werkt sinds 2006 zonder chef-dirigent, maar heeft een driekoppige leiding, bestaande uit een intendant en twee uit eigen gelederen gekozen leden. De aanvankelijke chef-dirigenten waren Jorma Panula, Juhani Lamminmäki, Osmo Vänskä, Jean-Jacques Kantorow en Tuomas Ollila. Kantorow, die van 1993 tot 2006 chef-dirigent was, werd in 2011 tot eredirigent benoemd.
Het orkest maakte opnamen voor de platenlabels BIS, Ondine en Cpo. Het repertoire loopt van Wolfgang Amadeus Mozart tot Alfred Schnittke.